# Christian Blickenstorfer
Christian Blickenstorfer (* 1945 in Horgen) ist ein Schweizer Diplomat und früherer Botschafter der Schweizerischen Eidgenossenschaft in Deutschland.
Nach dem Studium an der Universität Zürich, das er als Doktor der Philosophie abschloss, trat Christian Blickenstorfer 1974 in den Dienst des Eidgenössischen Departements für auswärtige Angelegenheiten und erhielt in Bern und Kairo eine Ausbildung als Stagiaire, ehe er 1976 in die Handelsabteilung des Eidgenössischen Volkswirtschaftsdepartement überwechselte.
Seit 1980 gehörte er wieder dem Departement für auswärtige Angelegenheiten an und verrichtete seinen Dienst zunächst in Bangkok. Später erfolgte eine Versetzung nach Teheran, wo er 1985 seine Beförderung zum Botschaftsrat erhielt. Im selben Jahr wurde er zum stellvertretenden Chef der Politischen Abteilung II der Departementszentrale ernannt.
Von 1989 an diente er als Minister und erster Mitarbeiter des schweizerischen Missionschefs in Washington, D.C.; ab 1993 war er Botschafter der Schweiz im Königreich Saudi-Arabien, in den Vereinigten Arabischen Emiraten, im Sultanat Oman und in der Republik Jemen, mit Sitz in Riad.
1997 wurde Blickenstorfer abermals versetzt und diente zuerst als Chef der Politischen Abteilung II in Bern, ab März 2000 dann als Botschafter und Chef der Politischen Direktion.
Von August 2001 bis April 2006 bekleidete er den Posten des Botschafters der Eidgenossenschaft in den USA. Im Mai 2006 übernahm er die Leitung der Schweizerischen Botschaft in Berlin von Werner Baumann, der als Botschafter nach Kanada wechselte.
Im Mai 2010 trat Christian Blickenstorfer in den Ruhestand und wurde durch Tim Guldimann als Botschafter ersetzt.